# Cintura escapular

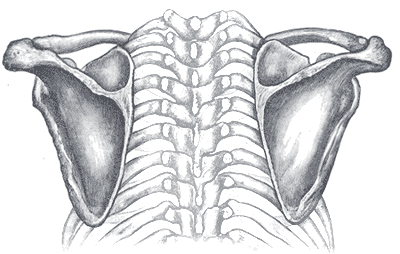
Ossos da cintura escapular, com o tronco

Cintura escapular designa, em anatomia, a porção mais elevada do membro superior, composta pela escápula e clávicula. Completando um pouco mais, a cintura escapular está formada por os ossos supracitados e por dezenas de ramificações nervosas, linfáticas e circulatório. Ademais, há diversos músculos e inserções que serão apresentadas com mais detalhes abaixo.

## Características Anatômicas

### Escápula
A escápula, osso par, chato, fino e formato triangular, localizada na parte posterior e superior do tórax, na altura das 7 primeiras costelas, forma a parte dorsal da Cintura escapular. É um dos dois ossos que compõem o ombro, e que estabelecem uma ligação entre os membros superiores com o tronco.
A escápula, ou omoplata (terminação antiga e pouco usada) é o maior osso da cintura escapular e é facilmente sentido por cima da pele, tocando a região superior medial das costas. Entrando na parte descritiva de anatomia, a escápula tem 2 faces, 3 bordes, 3 ângulos, 3 fossas, 1 escotadura (em espanhol) e outras partes específicas.
Sua importância funcional reporta-se a movimentos como, por exemplo, erguer o os braços lateralmente ou para a frente - quando então são movimentados os úmeros, as escápulas e até mesmo as clavículas. No total, os movimentos da escápula são: elevação, depressão, abdução e adução. Estes movimentos requerem deslizamento da mesma sobre o tórax. Normalmente existe flexibilidade considerável de tecido mole, o que permite que a escápula participe de todos os movimentos do membro superior.

### Músculos Principais e Secundários
- Trapézio (porção inferior) - tem origem nos processos espinhosos das vértebras torácicas, sua inserção se dá no espaço triangular na base da espinha da escápula, a orientação das fibras são para cima e para fora, da coluna até à espinha escapular e tem por ação principal girar superiormente, deprimir, aduzir e estabilizar a escápula. Sua inervação é feita por nervo acessório (nervo craniano XI_ espinhal) e ramos de C3-C4.
- Romboide (maior e menor) - tem origem nos processos espinhosos de C7 a T5, faz sua inserção no bordo vertebral da escápula, entre a espinha e o ângulo inferior; a orientação das fibras é para baixo e para fora, e sua ação principal é retrair a escápula, e secundária estabilizar, rodar e elevar a escápula. A enervação é feita pelo nervo escapular dorsal C4-C5
- Latíssimo do dorso - tem origem nos processos espinhosos de T6-T12, vértebras lombares e sagradas, da 8ª à 12ª costela, fáscia toraco-lombar, ângulo inferior da escápula e, por vezes, lábio posterior da crista ilíaca. Sua inserção é no lábio medial do sulco intertubercular do úmero. As as fibras orientam-se para cima e para fora, em direção ao úmero. A ação principal: aduz o braço (e a escápula) e secundária: estende e roda medialmente o braço. A inervação: nervo toraco-dorsal.
- Peitoral menor - Origem: superfícies anteriores da 3ª à 5ª costela; Inserção: processo coracoide; Orientação das fibras: para cima e para fora; Acção principal: deprime a escápula ou eleva as costelas; Inervação: nervo torácico anterior;
- Subclávio - Origem: 1ª costela; Inserção: na clavícula, entre os ligamentos costoclavicular e conoide; Orientação das fibras: para cima e para fora, quase horizontalmente; Ação principal: estabiliza a cintura escapular; ação secundária: deprime a cintura escapular e eleva a 1ª costela; Inervação: nervo subclávio

1. ↑  Rouvière, Henri. Anatomía Humana: Descriptiva, Topográfica y Funcional. [S.l.: s.n.] 6 páginas